# 西郷駅
西郷駅（さいごうえき）は、長崎県雲仙市瑞穂町西郷辛にある、島原鉄道島原鉄道線の駅である。

## 歴史
- 1912年（大正元年）10月10日：開設。
- 1966年（昭和41年）8月1日：業務委託駅化。
- 1968年（昭和43年）3月31日：貨物取扱廃止。
- 2000年（平成12年）4月1日：業務委託廃止に伴い無人駅化[1]。

## 駅構造

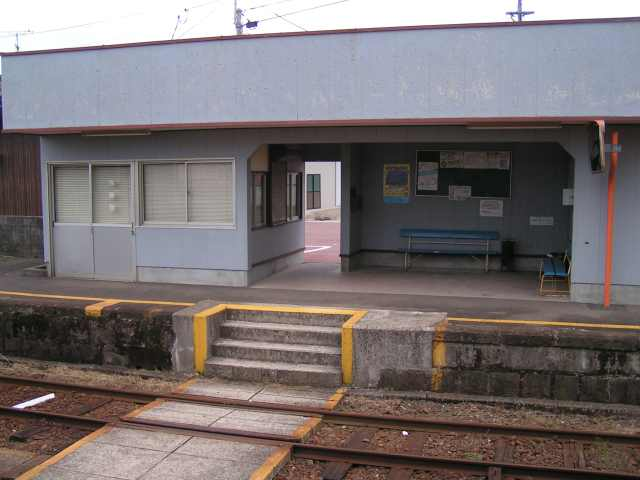
構内踏切（2006年8月）

相対式ホーム2面2線を有する地上駅。2つのホームは互い違いに設置されており、南側ホームが神代町方、北側ホームが大正方にややずれている。2つのホームは構内中ほどの構内踏切（遮断機・警報機無し）で結ばれている。なお、構内は全体的にカーブしている。
南側ホーム大正方の端に接して駅舎が、北側ホームには待合所が、設置されている。駅舎は平屋建てであり、内部にはトイレ、待合所及び駅事務室がある。無人駅であり、事務室の窓や集札口にはブラインドが下ろされている他、出札口はシャッターが閉じたままの状態となっている。

### のりば
| のりば         | 路線        | 方向 | 行先                 | 備考 |
| -------------- | ----------- | ---- | -------------------- | ---- |
| 駅舎側（南側） | ■島原鉄道線 | 上り | 本諫早・諫早方面     |      |
| 反対側（北側） | ■島原鉄道線 | 下り | 島原船津・島原港方面 |      |

※案内上ののりば番号は割り当てられていない。

## 利用状況
2018年度の年間乗車人員は23,530人、降車人員は23,074人であった。
近年の年間乗車人員、降車人員の推移は以下の通り。
| 年度               | 年間 乗車人員 | 年間 降車人員 |
| ------------------ | ------------- | ------------- |
| 2000年（平成12年） | 46,010        | 48,287        |
| 2001年（平成13年） | 45,503        | 47,555        |
| 2002年（平成14年） | 44,996        | 48,365        |
| 2003年（平成15年） | 43,171        | 46,542        |
| 2004年（平成16年） | 38,274        | 39,629        |
| 2005年（平成17年） | 36,123        | 38,555        |
| 2006年（平成18年） | 33,315        | 35,531        |
| 2007年（平成19年） | 29,171        | 31,599        |
| 2008年（平成20年） | 29,659        | 34,509        |
| 2009年（平成21年） | 30,039        | 33,883        |
| 2010年（平成22年） | 28,045        | 32,988        |
| 2011年（平成23年） | 28,561        | 32,644        |
| 2012年（平成24年） | 29,627        | 32,118        |
| 2013年（平成25年） | 31,160        | 33,764        |
| 2014年（平成26年） | 30,765        | 31,942        |
| 2015年（平成27年） | 30,999        | 31,904        |
| 2016年（平成28年） | 30,315        | 31,500        |
| 2017年（平成29年） | 27,702        | 27,098        |
| 2018年（平成30年） | 23,530        | 23,074        |

## 駅周辺
周辺は住宅が多い。駅付近には商店等の他、小さな医院や薬局も立地する。
- 雲仙市 瑞穂総合支所（旧・瑞穂町役場）
- 雲仙市 瑞穂浄化センター
- みずほ温泉千年の湯
- ワコールマニュファクチャリングジャパン[3]（旧：九州ワコール製造）長崎工場
- 瑞穂郵便局
- 金光教肥前瑞穂教会
- 国道251号
- 長崎県道220号野田道西郷港線
- 島鉄バス西郷駅前停留所

## 隣の駅
島原鉄道
■島原鉄道線
大正駅 - 西郷駅 - 神代駅